# Come Fly with Me (serie televisiva)
Come Fly With Me è una serie televisiva comica a sketch televisivo diffusa nel Regno Unito dalla British Broadcasting Corporation. È scritta ed interpretata da Matt Lucas e David Walliams, già autori di Little Britain. La serie è uno spaccato in stile mockumentary della vita nell'aeroporto londinese di Stansted. Nella serie, oltre ai dipendenti dell'aeroporto, si parla anche delle vicissitudini di tre compagnie aeree britanniche: la FlyLo (parodia delle compagnie low-cost come EasyJet o Ryanair), la compagnia aerea irlandese Our Lady Air (chiara parodia della Ryanair) e la Great British Air, la compagnia (parodia della British Airways).
A differenza di Little Britain però questa serie non ebbe un gran successo e venne fatta solo una stagione.

## Le Compagnie Aeree
- FlyLo: Compagnia aerea low-cost di proprietà di Omar Baba, offre servizi attraverso l'Europa ed alcune destinazioni selezionate oltre l'Oceano Atlantico e il Sudest asiatico. Alcune delle sue offerte sono molto controverse e poco ortodosse, come volare da Londra a New York al prezzo di una sterlina (ma pagandone 480 di tasse amministrative), installare dei letti in piedi nell'economy class o uno spazio molto ristretto per mettere i bagagli. La FlyLo offre anche dei pacchetti-vacanza che si rivelano disastrosi per i passeggeri che ne usufruiscono.
- Our Lady Air: Compagnia aerea irlandese, effettua voli in tutta Europa. La sua particolarità è di lasciare i passeggeri in zone molto distanti rispetto alla destinazione attuale (come ad esempio scaricare dei passeggeri a Barcellona invece di riportarli a Dublino). Tra i suoi servizi ci sono anche business class (ma non è come si pensa!), servizio pasti (compresi cibo speciale per passeggeri con necessità specifiche) e senza alcun sovrapprezzo.
- Great British Air: La compagnia di bandiera del Regno Unito, che offre un servizio di classe verso tutto il mondo. Nota per il suo servizio in prima classe, con champagne e cioccolatini a bordo e cibi doverosamente cucinati per le lunghe tratte. In quelle corte, i passeggeri della business e della economy hanno diritto ad un bicchiere di succo d'arancia e una copia del Daily Mail.

## I personaggi

### Personaggi principali
- Omar Baba (Interpretato da David Walliams) – Il grasso ed intraprendente proprietario della FlyLo, di origine araba. Baba ha sempre degli stratagemmi per incrementare le vendite, ma è anche molto diretto quando si tratta dei suoi concorrenti. Il personaggio è una parodia dell'imprenditore greco-cipriota Stelios Haji-Ioannou (fondatore di easyJet).
- Precious Little (Interpretata da Matt Lucas) – Signora giamaicana cinquantenne, nota anche per essere una devota cristiana, è anche la proprietaria del bar dell'aeroporto. Precious causa molto spesso, di sua volontà, danni che la obbligano a chiudere prima il negozio, prendendosi la giornata libera. Il suo tormentone è "Praise the Lord!" (sia lode al Signore!).
- Moses Beacon (Walliams) – L'addetto alle pubbliche relazioni della Great British Air. Oltre al suo lavoro, Moses dirige anche un progetto umanitario per far passare una bella vacanza a bambini gravemente malati. Solo che i giovanissimi passeggeri di Moses a volte vengono lasciati negli hotel delle altre città oppure dimenticati in aeroporto, mentre lui spende i soldi dei viaggi in locali gay. Anche lui ha un tormentone, ovvero "if you'll pardon the pun" (se mi passa il francesismo), nonostante non dica nulla di volgare.
- Ian Foot (Walliams) – Il capo dell'ufficio immigrazione. Pomposo, razzista e bigotto, se ne esce sempre con qualche espediente per non ammettere stranieri sul suolo britannico (anche se vivono in Inghilterra da molti anni). Commetterà un grave errore quando, tra le sue "vittime", figurerà anche l'ambasciatore polacco nel Regno Unito.
- Tommy Reid (Lucas) – Un giovane scozzese ottuso e obeso che lavora in uno dei fast food dell'aeroporto. Tommy sogna di diventare pilota e spera di realizzare il suo sogno facendo la gavetta al fast food, ignorando che i due lavori non sono connessi.
- Taaj Manzoor (Lucas) – Steward di terra della Our Lady Air, Taaj è un ragazzo di origine pakistana che spesso si trova a contatto con passeggeri esasperati. Esperto cinefilo, il suo sogno è di diventare un giorno un grande regista.
- Melody Baines (Walliams) e Keeley St Clair (Lucas) – Addette al check-in per la FlyLo, vengono da Liverpool. All'inizio della serie vengono viste come amiche inseparabili, ma poi entrano in competizione quando la loro superiore entra in maternità ed ha bisogno di una sostituta. Alla fine si scoprirà che Keeley è stata scelta, ma verrà sostituita da una bimba quando Omar sceglie di riorganizzare il personale.
- Mickey Minchin (Lucas) e Buster Bell (Walliams) – Due paparazzi che bazzicano le uscite dell'aeroporto in cerca di qualche VIP da fotografare, dando però vita a dei bizzarri ed imbarazzanti scatti.
- Fearghal O'Farrell (Lucas) – Steward che lavora nei velivoli della Our Lady Air, Fearghal proviene da una famiglia in cui tutti sono omosessuali e lavorano come steward. Considerato uno dei migliori nel suo campo, è in concorso per il titolo di Steward dell'Anno (in realtà trucca le schede sostenendo che "lo fa per evitare che i passeggeri si annoino con quella cartaccia").
- Ben Roberts (Walliams) e James Stewart (Lucas) – Due agenti della dogana britannica che hanno dei modi molto rozzi per catalogare sostanze che considerano illecite.
- Simon (Lucas) e Jackie Trent (Walliams) – Marito e moglie, entrambi sono piloti della Great British Air. La loro particolarità è che si fanno sempre assegnare i voli insieme, ma non lo fanno certo per amore: è infatti Jackie che insiste sempre ad affiancare Simon durante le tratte, per evitare che il marito la cornifichi nuovamente con qualche membro dell'equipaggio (in un volo, Simon aveva avuto una relazione con una hostess).
- Peter (Lucas) e Judith Surname (Walliams) – Una coppia di vacanzieri di mezza età che usufruisce dei pacchetti-vacanza della FlyLo, ricevendone sempre brutte sorprese e quindi denominandoli "Vacanze all'Inferno". Nei loro sketch è sempre Judith a parlare, mentre Peter deve stare zitto. Le loro vicissitudini vanno dall'aver prenotato una crociera, contratto una malattia tropicale e subendo anche un attacco pirata fino al doversi cibare di una gamba di Peter per sopravvivere dopo uno schianto in Perù con l'aereo, passando per un soggiorno a Cipro in un hotel che non è stato nemmeno costruito e per un rapimento da parte di una tribù locale in una piccola isola africana.
- Penny Carter (Walliams) – Hostess della Great British Air, è una donna molto elitaria e classista, che sente un forte disprezzo per i passeggeri che hanno i biglietti per la business class ma non sono ricchi sfondati, trattandoli male e insultandoli.
- John (Lucas) e Terry (Walliams) – Due addetti allo smistamento bagagli che li maneggiano alla meno-peggio e sono soliti prendersi qualche "ricordino". Il nome è un riferimento al controverso calciatore britannico John Terry.
- Helen Baker (Sally Rogers) – La responsabile di Melody e Keeley, che presto andrà in maternità e lascerà il posto a una delle due (che sarà poi Keeley).
- Lisa (Pippa Bennett-Warner) – Responsabile dei check-in per la FlyLo. È lei che deve ascoltare ogni volta le lamentele di Peter e Judith.

### Guest Stars
Nei vari episodi sono apparse anche molte guest stars, come ad esempio l'ex Spice Girl Geri Halliwell, che passa senza che i due paparazzi Mickey e Buster la notino, oppure Rupert Grint, che al suo ritorno da Los Angeles viene avvicinato da Taaj che gli porge il copione di un suo film, pregandogli di darlo al suo amico Daniel Radcliffe.